# Gonçalo Byrne
Gonçalo Byrne (Alcobaça, 1941) es un arquitecto português, diplomado en Arquitectura en la Escola Superior de Belas Artes de Lisboa en 1968. 

## Biografía
Autor de una vasta obra, premiada nacional e internacionalmente, su producción se centra en el patrimonio y en los planes culturales. En su amplio currículo, cuenta con decenas de obras que figuran en Portugal y en el extranjero, en campos como la vivienda, renovación urbana, equipamiento urbano, laboratorios y universidades.
Profesor invitado en Portugal, recibió en 2005 el título honorario por la Facultad de Arquitectura de la Universidad Técnica de Lisboa. También ha actuado como docente invitado en países como Estados Unidos, concretamente en la escuela de arquitectura de la Kansas State University, donde ha ocupado durante el curso 2016-2017 la Regnier Distinguished Visiting Chair.

## Premios
- 2006: Finalista en el Prémio Europeu del Espacio Público Urbano (CCCB, Barcelone), (IFA,Paris), (NAI,Rotterdam), (AZW, Vienne), (AF, Londres), (MFA, Helsinki)
- 2000: Medalla de Oro de la Academia de Arquitectura de Francia
- 2002: Premio “TECU Architecture Award” da KM Europa Metal AG
- 2001: Premio “A Pedra na Arquitectura”, Ordem dos Arquitectos Portugueses
- 1988: Prémio A.I.C.A. / S.E.C., (Secção Portuguesa da Associação Internacional dos Críticos de Arte), pelo conjunto da obra realizada
- 1988: Prémio Nacional de Arquitectura, A.A.P./ S.E.C. (Associação dos Arquitectos Portugueses e Secretaria de Estado da Cultura)